# Guía de Isora
Guía de Isora és un municipi de l'illa de Tenerife, a les illes Canàries.
Gairebé la pràctica totalitat de la superfície del municipi està coberta per mantells de lava producte de les erupcions volcàniques recents esdevingudes en l'any 1909. No obstant això, el terme municipal és un contrast de paisatges, com els dels caserius de medianías de Aripe o Chirche. Prop d'aquests s'han trobat mostres de la presència guanxe anterior a la conquesta en nombrosos jaciments, gravats rupestres i restes arqueològiques com els de les Vessants del Cedre, Hoya Blava o El Bailadero; així com coves sepulcrals al Risco de las Cabras. L'arquitectura tradicional canària també està representada en Guia de Isora en els caserius de Las Fuentes i El Jaral, amb habitatges cova excavades en les paredasses sorrenques.
La costa ha experimentat un notable creixement, afavorit pel turisme que es concentra als nuclis de Platja San Juan i Alcalá, que encara conserven les seves activitats pesqueres tradicionals. En la capital municipal, la seva església parroquial, antiga ermita, ha estat restaurada en els últims segles, però encara conserva l'estructura tradicional en tres naus i l'enteixinat d'influència mudèjar. Quant a l'arquitectura moderna, el nucli isorano compte amb obres arquitectòniques com l'Auditori Municipal i el Centre Cultural de Guia de Isora. El municipi és conegut pels seus rosquetes. Des de 2006 en el poble se celebra el Festival Internacional de Documentals del Sud (DOCUSUR) on hi exposen més de 1100 documentals d'arreu del món.

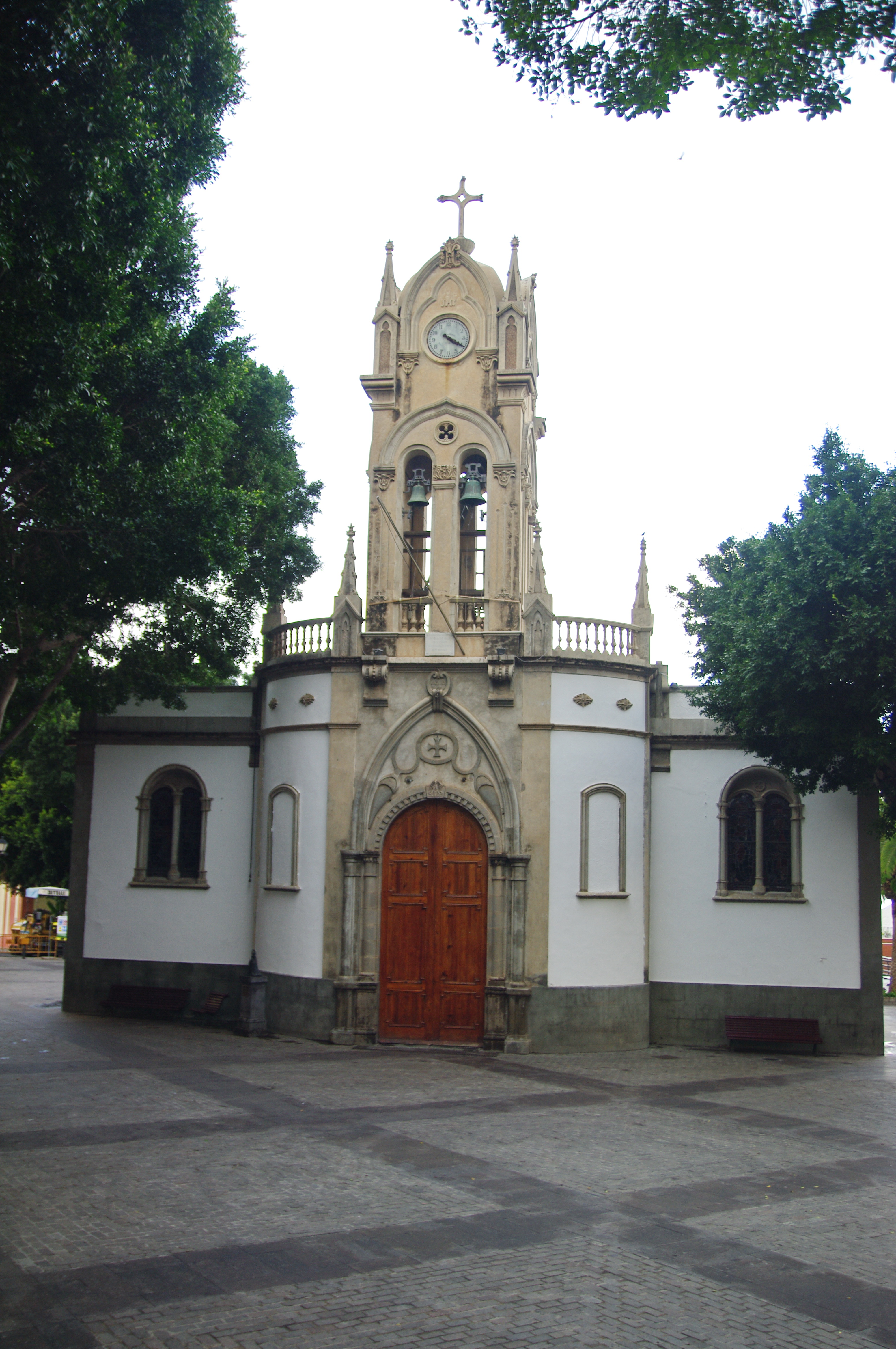
Església de la Mare de Déu de la Llum